# Rapdalus kapuri
Rapdalus kapuri is een vlinder uit de familie van de Houtboorders (Cossidae). De wetenschappelijke naam van de soort werd voor het eerst gepubliceerd in 1976 door G. S. Arora.
De soort komt voor op de Andamanen.